# Ceratogastra pulchricolor
Ceratogastra pulchricolor är en stekelart som beskrevs av Aubert 1976. Ceratogastra pulchricolor ingår i släktet Ceratogastra och familjen brokparasitsteklar. Inga underarter finns listade i Catalogue of Life.